# Kubukasthali
Kubukasthali (nep. कुबुकस्थली) – gaun wikas samiti w środkowej części Nepalu w strefie Dźanakpur w dystrykcie Ramechhap. Według nepalskiego spisu powszechnego z 2001 roku liczył on 608 gospodarstw domowych i 3090 mieszkańców (1613 kobiet i 1477 mężczyzn).